# Sylvio Back
Sylvio Back (Blumenau, 22 luglio 1937) è un regista, scrittore e poeta brasiliano.

## Biografia
Conosciuto soprattutto per la sua filmografia, è uno dei registi brasiliani più acclamati, avendo vinto in carriera oltre cento premi. Di padre ungherese e madre tedesca, entrambi ebrei, ha rivolto la sua attenzione soprattutto al tema del nazifascismo, denunciandone gli orrori sia al cinema sia nella produzione letteraria. Tra le pellicole più note si ricordano Il fantasma del regime, film incentrato su una famiglia di tedeschi trapiantati negli anni Trenta in Brasile, e Lost Zweig.

## Opere letterarie principali
- O Caderno Erótico de Sylvio Back (1986)
- Moedas da Luz (1988)
- A Vinha do desejo (1994)
- Boudoir (1999)
- Eurus (2004)